# شهاب أحمد
شهاب أحمد ، واسمه الكامل شهاب أحمد سالم علي العولقي ، من مواليد 29 مارس 1984 ، وهو لاعب كرة قدم إماراتي ، شارك في كأس العالم للشباب والتي استضافته الإمارات العربية المتحدة عام 2003م ، كما شارك مع منتخب بلاده في بطولة كأس آسيا 2004 والتي أستضافتها الصين .

## سجلات اللاعب
| النادي  | الموسم  | الدوري | الدوري  | الدوري   | الكأس2 | الكأس2  | الكأس2   | آسيا1  | آسيا1   | آسيا1    | المجموع | المجموع | المجموع  |
| النادي  | الموسم  | الظهور | الأهداف | الأفضلية | الظهور | الأهداف | الأفضلية | الظهور | الأهداف | الأفضلية | الظهور  | الأهداف | الأفضلية |
| ------- | ------- | ------ | ------- | -------- | ------ | ------- | -------- | ------ | ------- | -------- | ------- | ------- | -------- |
| العين   | 2009–10 | 11     | 2       | 0        | 5      | 0       | 0        | 0      | 0       | 0        | 0       | 0       | 0        |
| العين   | 2010–11 | 13     | 1       | 0        | 9      | 0       | 0        | 0      | 0       | 0        | 0       | 0       | 0        |
| العين   | 2011–12 | 2      | 0       | 0        | 5      | 0       | 0        | 0      | 0       | 0        | 0       | 0       | 0        |
| المجموع | المجموع | 0      | 0       | 0        | 0      | 0       | 0        | 0      | 0       | 0        | 0       | 0       | 0        |

## وصلة خارجية
- شهاب أحمد على موقع الاتحاد الدولي (مؤرشف)  (الإنجليزية)
- شهاب أحمد على موقع قاعدة بيانات كرة القدم.إي يو (الإنجليزية)
- شهاب أحمد على موقع ناشيونال فوتبول تيمز (الإنجليزية)
- شهاب أحمد على موقع كووورة